# Александра Яблочкина
Александра Александровна Яблочкина (1866 - 1964) - руска драматична артистка, народна артиска на СССР от 1937 г., носителка на Сталинска награда и три пъти носител на орден Ленин. От 1888 г. до 1961 г. играе в Малий театър. Някои от по-известните ѝ роли са:
- Гурмижка – „Лес“ на Николай Островски;
- Мурзавецка – „Вълци и овце“ на Николай Островски и др.

Получава Държавна награда на СССР през 1943 г.